# Jeffrey de Graaf
Jeffrey de Graaf, född 21 november 1990, är en nederländsk/svensk dartspelare. Från och med 2024 kan de Graaf även representera Sverige i World Cup Darts för landslag (2 spelare i dubbel) efter en karantänperiod på 5 år. Han har tidigare spelat i sju världsmästerskap, fyra BDO (British Darts Organisation) och tre PDC (Professional Darts Corporation), men förlorade i den första omgången varje gång, innan han vann sina första och andra omgångsmatcher i 2024 PDC World Darts Championship. Han flyttade från BDO till PDC 2016.

## Karriär
År 2012 började De Graaf spela de internationella turneringarna och vann 2012 Isle of Man Open och 2012 Romanian Open. Han nådde också kvartsfinalen i Zuiderduin Masters.
År 2013 kvalificerade sig De Graaf till BDO World Championship, där han mötte landsmannen Jan Dekker i den första omgången. Han missade en matchpil i det sista setet, och Dekker vann till slut med tre set mot två. De Graaf vann under året Denmark Open och Swedish Open. 
De Graaf kvalificerade sig till världsmästerskapet 2014, där han förlorade med 3–0 mot Martin Atkins i den första omgången. De Graaf spelade också i BDO World Trophy 2014. Efter att ha vunnit i de två första omgångarna förlorade han i kvartsfinalen mot James Wilson. Senare under året vann De Graaf Denmark Masters och Finnish Open.
I sitt tredje deltagande i Lakeside eliminerades De Graaf i den första rundan igen, denna gång genom 3–0 av Brian Dawson. Han nådde finalen i BDO World Trophy i februari, där han spelade mot Geert De Vos. De Graaf missade en matchpil om titeln och förlorade till slut med 10–9. Under resten av året vann De Graaf tre titlar, German Open, Denmark Masters och Belgium Open . 
Vid sitt fjärde försök på Lakeside slogs De Graaf ut igen i den första omgången och förlorade med 3–2 mot landsmannen Richard Veenstra. Några dagar senare meddelade De Graaf sin flytt från BDO till PDC.
2016 gick De Graaf till Q-School (PDC Pro Tour Qualifying School) och försökte få ett tour card för 2016 PDC Pro Tour. Han vann ett sådant under dag 3.  Detta innebar att De Graaf kvalificerade sig till UK Open, där han startade i den andra omgången.  Han besegrade William O'Connor med 6–5 på huvudscenen. En omgång senare förlorade han med 9–8 mot Rob Cross efter att ha lett med 8–5. I slutet av mars gjorde De Graaf också sin debut på Europatouren vid German Darts Masters. Efter att ha slagit Darren Johnson med 6–4 i den första omgången besegrades han av Michael Smith med 6–5 i den andra omgången. Ett genomgående bra debutår i PDC medförde att han kvalificerade sig till Players Championship Finals och han besegrade Steve Beaton med 6–4, innan han blev eliminerad med 6–1 av Robbie Green i den andra omgången, trots ett pilsnitt (3 pilar) på 101,22. 
De Graaf kvalificerade sig för en plats i VM 2017 genom European Order of Merit och han förlorade med 3–1 mot Jelle Klaasen i första omgången. 
Han förlorade sitt PDC Tour Card i slutet av 2018 efter en 3–2-förlust mot Noel Malicdem i den första omgången av 2019 PDC World Darts Championship. 2023 började han representera Sverige istället för Nederländerna och gjorde sin debut på PDC Nordic and Baltic Tour.
De Graaf kvalificerade sig till PDC World Darts Championship 2024 genom PDC Nordic and Baltic Tour, och gjorde sitt första framträdande sedan 2019. I den första omgången kom han tillbaka från två sets underläge mot Ritchie Edhouse och vann med 3–2. I andra omgången besegrade han José de Sousa med 3–1 och gick vidare till tredje omgången, där han förlorade mot Rob Cross 4–2.  
De Graaf fick ett Tour card via European Q-School 2024, vilket gjorde att han åẗergick till PDC Pro Tour för första gången sedan 2018.  Han nådde en första PDC-rankingfinal i PC10 i maj 2024. De Graaf besegrades i finalen av Brendan Dolan med 8–4. 
2024 spelade Jeffery tillsammans med Oskar Lukasiak för Sverige i World Cup of Darts, den professionella årliga turneringen för landslag. Sverige var seedade som 15e nation tack vare resultatet året innan, Spanien och Gibraltar besegrades i gruppspelet. I åttondelen vann det svenska teamet mot Kroatien med 8-6. I kvartsfinalen ställdes Sverige mot f.d. dubbla världsmästarna Skottland med de två tidigare dubbla singelvärldsmästarna Gary Anderson och Peter Wright. Skottarna vann en tajt match med 8-7 där Sverige hade ställt en dubbel, matchpil. Men de fick inte prova då skottarna satte sin matchpil.

## Resultat i VM

### BDO Brittiska dartorganisationen och PDC
- 2013: Första omgången (förlorade mot Jan Dekker 2–3)
- 2014: Första omgången (förlorade mot Martin Atkins 0–3)
- 2015: Första omgången (förlorade mot Brian Dawson 0–3)
- 2016: Första omgången (förlorade mot Richard Veenstra 2–3)

- 2017: Första omgången (förlorade mot Jelle Klaasen 1–3)
- 2019: Första omgången (förlorade mot Noel Malicdem 2–3)
- 2024: Tredje omgången (förlorade mot Rob Cross 2–4)

## Tidslinje för prestationer
| PDC Ranked televised events     |          |          |     |     |     |     |                 |                 |                 |                 |                 |                 |     |
| PDC World Championship          | BDO      | BDO      | BDO | BDO | BDO | 1R  | DNQ             | 1R              | DNQ             | DNQ             | DNQ             | DNQ             | 3R  |
| UK Open                         | BDO      | BDO      | BDO | BDO | 3R  | 2R  | Did not qualify | Did not qualify | Did not qualify | Did not qualify | Did not qualify | Did not qualify | 1R  |
| Players Championship Finals     | BDO      | BDO      | BDO | BDO | 2R  | 1R  | 1R              | DNQ             | DNQ             | DNQ             | DNQ             | DNQ             |     |
| WDF/BDO Ranked televised events |          |          |     |     |     |     |                 |                 |                 |                 |                 |                 |     |
| BDO World Championship          | DNP      | 1R       | 1R  | 1R  | 1R  | PDC | PDC             | PDC             | DNP             | NH              | PDC             | PDC             | PDC |
| BDO World Trophy                | Not held | Not held | QF  | F   | PDC | PDC | PDC             | PDC             | NH              | NH              | NH              | NH              | NH  |
| Winmau World Masters            | L32      | L32      | L32 | L32 | PDC | PDC | PDC             | PDC             | NH              | NH              | PDC             | NH              | PDC |
| Finder Darts Masters            | QF       | RR       | RR  | RR  | PDC | PDC | PDC             | NH              | NH              | NH              | NH              | NH              | NH  |
| Career statistics               |          |          |     |     |     |     |                 |                 |                 |                 |                 |                 |     |
| PDC Year-end ranking            | –        | –        | –   | –   | 70  | 55  | 62              | –               | –               | –               | –               | 99              |     |

| PDC Rankingrundande turneringar |  |          |          |     |     |     |     |                 |                 |                 |                 |                 |                 |     |
| PDC World Championship          |  | BDO      | BDO      | BDO | BDO | BDO | 1R  | DNQ             | 1R              | DNQ             | DNQ             | DNQ             | DNQ             | 3R  |
| UK Open                         |  | BDO      | BDO      | BDO | BDO | 3R  | 2R  | Did not qualify | Did not qualify | Did not qualify | Did not qualify | Did not qualify | Did not qualify | 1R  |
| Players Championship Finals     |  | BDO      | BDO      | BDO | BDO | 2R  | 1R  | 1R              | DNQ             | DNQ             | DNQ             | DNQ             | DNQ             |     |
| WDF/BDO Ranked televised events |  |          |          |     |     |     |     |                 |                 |                 |                 |                 |                 |     |
| BDO World Championship          |  | DNP      | 1R       | 1R  | 1R  | 1R  | PDC | PDC             | PDC             | DNP             | NH              | PDC             | PDC             | PDC |
| BDO World Trophy                |  | Not held | Not held | QF  | F   | PDC | PDC | PDC             | PDC             | NH              | NH              | NH              | NH              | NH  |
| Winmau World Masters            |  | L32      | L32      | L32 | L32 | PDC | PDC | PDC             | PDC             | NH              | NH              | PDC             | NH              | PDC |
| Finder Darts Masters            |  | QF       | RR       | RR  | RR  | PDC | PDC | PDC             | NH              | NH              | NH              | NH              | NH              | NH  |
| Career statistics               |  |          |          |     |     |     |     |                 |                 |                 |                 |                 |                 |     |
| PDC Year-end ranking            |  | –        | –        | –   | –   | 70  | 55  | 62              | –               | –               | –               | –               | 99              |     |